# Боненбергер, Иоанн Готлиб Фридрих фон
Иоанн Готлиб Фридрих Боненбергер (нем. Johann Gottlieb Friedrich von Bohnenberger; 1765—1831) — немецкий астроном и математик.

## Биография
Иоанн Боненбергер родился 5 июня 1765 года в городе Зимоцгейме (ныне Вюртемберг). 

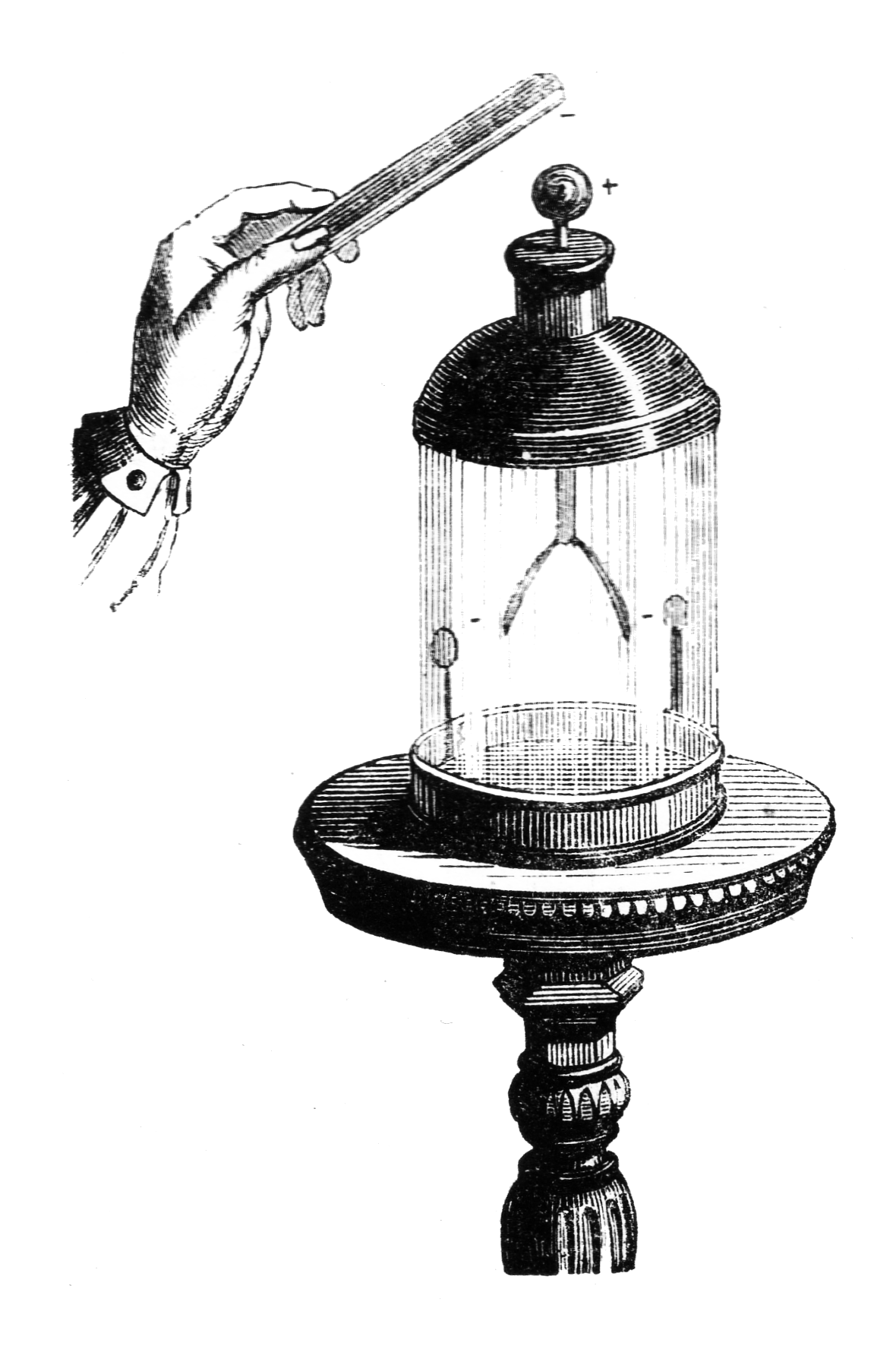
Электроскоп Боненбергера

Был сначала проповедником, а потом, занявшись математическими науками, получил место при Тюбингенской обсерватории. 
В 1803 году назначен профессором математики и астрономии при Тюбингенском университете. Он положил начало тригонометрическим измерениям в Вюртемберге (карта Швабии, 55 листов) и в своей «Астрономии» (Тюбинген, 1811 г.) впервые описал реверсионный (оборотный) маятник. Вместе с Аутенритом он издавал «Tübinger Blätter für Naturwissenschaften und Arzneikunde» (Тюбинген, 1815—18) и вместе с Линденау «Zeitschrift für Astronomie und verwandte Wissenschaften». 
Кроме того, им усовершенствован электрометр и изобретена названная его именем ротационная машина для наглядного объяснения законов обращения земли вокруг своей оси, которая по приказанию Наполеона I была введена во французских школах, а позже получила название «гироскоп». 
Иоанн Готлиб Фридрих Боненбергер умер 19 апреля 1831 года в городе Тюбингене.
В честь Боненбергера назван кратер на Луне.